# Karanovo (Boergas)
Karanovo (Bulgaars: Караново) is een dorp in het oosten van Bulgarije. Het dorp is gelegen in de gemeente Ajtos in oblast Boergas. Karanovo ligt 37 km ten noorden van Boergas en 316 km ten oosten van Sofia.

## Bevolking
Op 31 december 2019 werden 488 inwoners in het dorp geregistreerd door het Nationaal Statistisch Instituut, een stijging van 79 personen ten opzichte van de laatste officiële volkstelling van 2011.
| Bevolkingsontwikkeling tussen 1934 en 2019          |
| --------------------------------------------------- |
|                                                     |
| Bron: Nationaal Statistisch Instituut van Bulgarije |

In het dorp wonen hoofdzakelijk etnische Bulgaren (325 personen, oftewel 85,5% van de 370 respondenten). Vier inwoners identificeerden zichzelf als etnische Roma, oftewel 1,1% van de bevolking.
| Etnische samenstelling van de respondenten (2011) | Etnische samenstelling van de respondenten (2011) | Etnische samenstelling van de respondenten (2011) | Etnische samenstelling van de respondenten (2011) | Etnische samenstelling van de respondenten (2011) |
| ------------------------------------------------- | ------------------------------------------------- | ------------------------------------------------- | ------------------------------------------------- | ------------------------------------------------- |
|                                                   |                                                   |                                                   |                                                   |                                                   |
| Bulgaren                                          | Bulgaren                                          |                                                   | 85,5%                                             | 85,5%                                             |
| Turken                                            | Turken                                            |                                                   | 0,0%                                              | 0,0%                                              |
| Roma                                              | Roma                                              |                                                   | 1,1%                                              | 1,1%                                              |
| Anders/Onbekend                                   | Anders/Onbekend                                   |                                                   | 13,4%                                             | 13,4%                                             |